# Miguel Hernández Urbán
Miguel Hernández Urbán (* 1936 in Tultepec; † 13. November 2017 ebenda) war ein mexikanischer Maler und Bildhauer, der für seine Metallplastiken aus Edelstahl bekannt geworden ist. Im Jahre 1992 rief er in seiner Heimatstadt das erste Symposium für Skulpturen aus Edelstahl ins Leben, das bis heute auch internationalen Charakter genießt. Er ist der mexikanische Manager der Asociacion Internacional Eventos de Escultura Monumental, einer internationalen Vereinigung zur Förderung von monumentaler Objektkunst.

## Leben

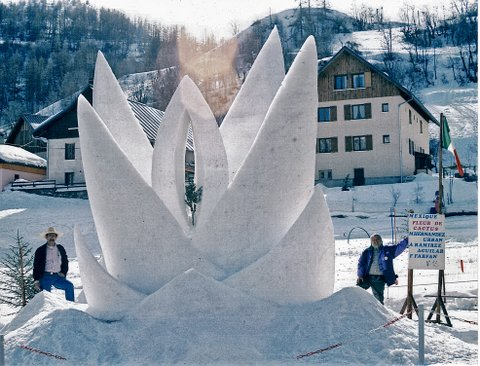
Hernández Urbán 1992 mit Abel Ramírez Águilar und Skulpturen aus Schnee in Frankreich

Hernández Urbán wurde 1936 in Tultepec, einer eher ländlichen Stadt, im Bundesstaat México geboren. Er interessierte sich bereits seit seiner früheren Kindheit für Kunst und Musik und nahm aktiv an musikalischen und künstlerischen Veranstaltungen seiner Heimatstadt teil.
Im Jahre 1954 trat er in die Escuela Nacional de Artes Plásticas in Xochimilco ein und spezialisierte sich auf Bildhauerei. Seine Ausbildung wurde von der Bewegung der mexikanischen Wandmalerei und seinen Lehrern wie Ignacio Asúnsolo, Antonio Rodríguez Luna und Luis Ortiz Monasterio sowie seiner Assistenz bei David Alfaro Siqueiros und José Chávez Morado beeinflusst. Weiterhin erhielt er eine Malereiausbildung, arbeitete im Atelier von Rodríguez Luna und lernte bei Künstlern wie Javier Arevalo, Luis Nishizawa und Susana Campos. Später machte er seinen Abschluss an der Academia de San Carlos und erhielt im Jahre 1969 ein von der französischen Regierung gewährtes Stipendium, das ihm erlaubte, sich in Frankreich mit weiteren künstlerischen Einflüssen auseinanderzusetzen. Mit seiner Arbeit als Künstler, vor allem durch seine Skulpturen, erlangte er einen gewissen internationalen Bekanntheitsgrad.

## Künstlerisches Wirken

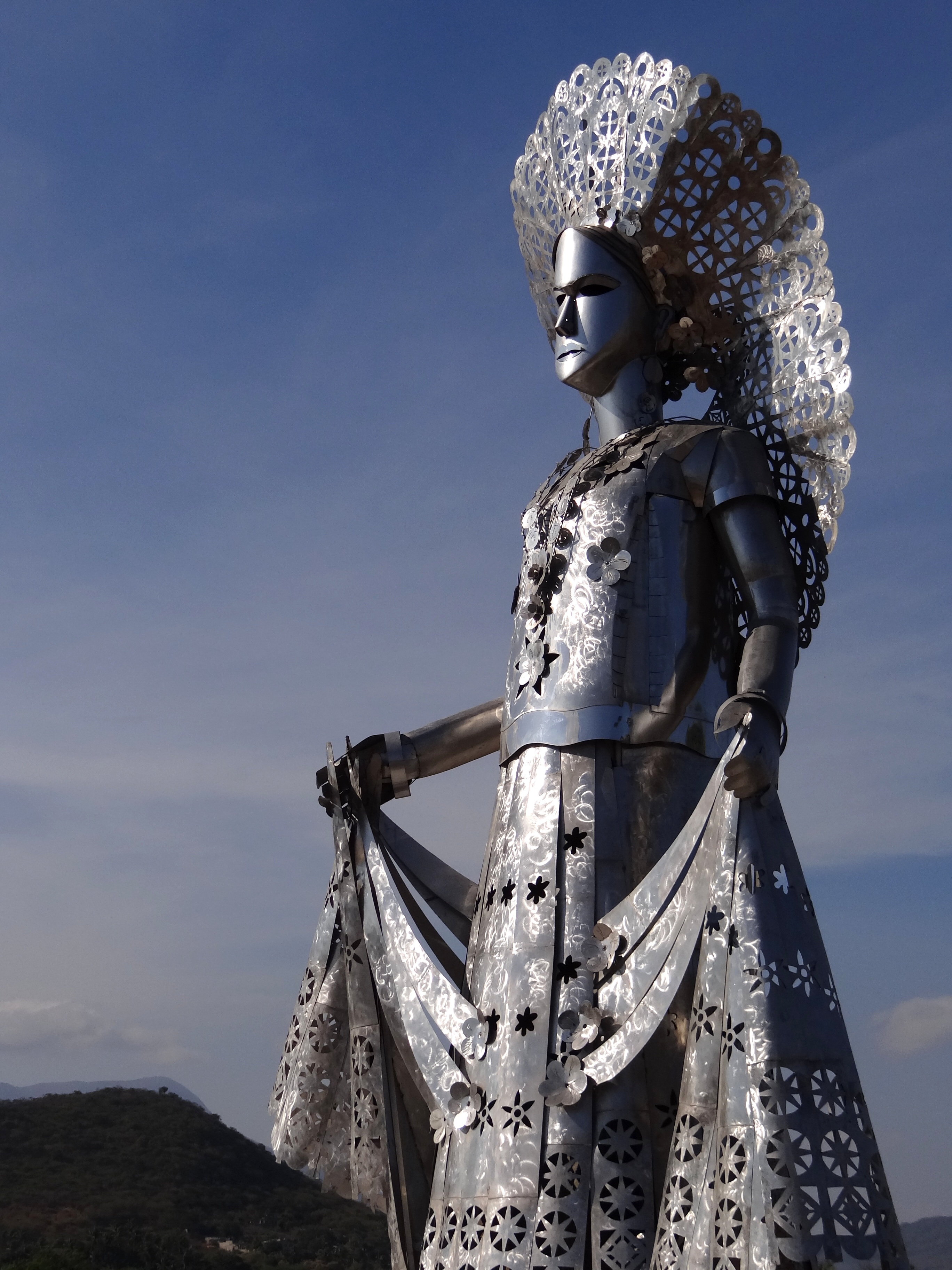
Statue von La Tehuana „Zapotec Woman“ von Hernández Urbán, 2008

Hernández Urbán begann seine eigentliche künstlerische Arbeit 1959 als Assistent des mexikanischen Bildhauers Luis Ortiz Monasterio und arbeitete dann 1960 als technischer Berater an der Nationalen Autonomen Universität von Mexiko.
Während seiner Karriere veränderte sich die Größe seiner Werke vom Kleinformat bis hin zur riesigen Monumenten, die als charakteristisch für sein Arbeiten gelten und die er weltweit aus Edelstahl und teilweise auch aus Schnee erschuf.
Er schuf zu Beginn seiner Schaffensperiode jedoch nicht nur Skulpturen, sondern malte auch in Öl, Acryl, Tempera, fertigte Gravuren auf Holz und Metall (Stiche) sowie Zeichnungen an. Er experimentierte mit verschiedenen Stilrichtungen wie der Abstrakten Kunst sowie dem Surrealismus und stilisierte menschliche Figuren. Beispielsweise kreierte er 2008 die Skulptur „La Tehuana“, die am Haupteingang von Tehuantepec in Oaxaca zu sehen ist, als Darstellung einer übergroßen Frau in einer Region, in der Frauen eine dominante soziale Rolle einnehmen. Weiterhin entwarf er zeitweise auch Theater-Bühnenbilder und Kostüme.
Seine Bekanntheit verdankt Hernández Urbán seinen übergroßen Kunstwerken aus Edelstahl. In dem von ihm vorrangig verwendeten Material sprechen ihn insbesondere die Formbarkeit und Langlebigkeit sowie die Tatsache an, dass sich das Sonnenlicht durch die Reflexion in verschiedene Formen und Farben bricht. Diese Lichteffekte gelten als Credo dieses Künstlers. Das Spiel von Licht und Raum bezeichnet er als seine Konstanten. Sein Streben ist nicht, eine Leinwand zu füllen, sondern quasi als Idee von unendlichen Möglichkeiten durch die Objekte leeren Raum und Platz zu schaffen und diese in einem öffentlichen Raum draußen zu platzieren.
Weiterhin drückt sich in der Verwendung von Edelstahl die enge Verbundenheit von Hernández Urbán mit seiner Heimatstadt Tultepec und der mexikanischen Kunst an sich aus. Für ihn hat dieser rostfreie Stahl wegen der umliegenden Schwerindustrie einen deutlichen regionalen Bezug. Es sieht darin ein Symbol des technischen Fortschritts in Verbindung mit der städtischen Modernität, wobei die Größe der Objekte eine Eigenschaft der Form und des Materials darstellen und mit der Größe der (kulturellen) Veränderung korrelieren soll.
Es war Hernández Urbán ferner ein großes Anliegen, mit anderen Künstlern dieser Art in einen internationalen Dialog zu treten. Seit 1992 ist er mitverantwortlich für das von ihm ins Leben gerufene, jährlich stattfindende Symposium für Skulpturen aus Edelstahl in dieser Stadt, was als erstes seiner Art gilt.
Durch dieses Pionierprojekt inspiriert, entstand die internationale Vereinigung für Ausstellungen mit monumentalen Skulpturen, die Asociacion Internacional de Eventos Escultura Monumental (A.I.E.S.M), deren Ziel es ist, dass sich Künstler vernetzen und die Kunst im öffentlichen Raum zu fördern. Hernández Urbán ist Gründungsmitglied und inzwischen als Manager für den Raum Mexiko verantwortlich.
Seine Kunstwerke sind weltweit zu sehen, beispielsweise Los Elementos in Kanada, El origen und Homenaje al Rey in Thailand.
Als Anerkennung seiner künstlerischen Tätigkeit erhielt er verschiedene Auszeichnungen wie bereits 1969 den ersten Preis beim concurso Nacional de Pintura in Mexiko-Stadt und 1987 die Auszeichnung Presea Estado de México en Artes Plásticas. 2012 wurde seine Arbeit unter dem Motto „50 Jahre Arbeit, 75 Jahre des Lebens“ mit einer Ausstellung seiner Kunstwerke im Museum of Modern Art (Centro Cultural Mexiquense) in Toluca de Lerdo gewürdigt. Hernández Urbán ist Mitglied im Salón de la Plástica Mexicana.